# Ayer no termina nunca
Ayer no termina nunca è un film del 2013 diretto da Isabel Coixet.